# Syzygium borneense
Trâm sẻ hay trâm không đều (danh pháp khoa học: Syzygium borneense) là một loài thực vật có hoa trong Họ Đào kim nương. Loài này được Friedrich Anton Wilhelm Miquel miêu tả khoa học đầu tiên năm 1850 dưới danh pháp Eugenia borneensis. Năm 1855 ông chuyển nó sang chi Syzygium.
Tên gọi trong tiếng Trung là độn diệp bồ đào (钝叶蒲桃).

## Phân bố
Loài bản địa Campuchia, Lào, Malaysia, Myanmar, Philippines, Thái Lan, Trung Quốc (miền nam Quảng Tây) và Việt Nam.